# Pelekium versicolor
Pelekium versicolor là một loài rêu trong họ Thuidiaceae. Loài này được (Hornsch. ex Müll. Hal.) A. Touw mô tả khoa học đầu tiên năm 2001.